# Xbox network
Xbox network, trước đây và hiện tại đôi khi được gọi là Xbox Live, là dịch vụ chơi game đa người chơi trực tuyến và phân phối nội dung số do Microsoft Gaming phát triển dành cho thương hiệu Xbox. Dịch vụ này lần đầu ra mắt trên console Xbox đầu tiên vào ngày 15 tháng 11 năm 2002. Một phiên bản cập nhật bổ sung thêm tính năng Xbox Live Marketplace đã được giới thiệu cùng với sự xuất hiện của Xbox 360 vào tháng 11 năm 2005. Đến năm 2013, phiên bản nâng cấp hơn nữa được phát hành cùng với Xbox One. Hiện tại, dịch vụ này đang hoạt động trên các hệ máy Xbox Series X và Series S mới nhất. Người dùng cần có tài khoản Microsoft để truy cập vào hệ sinh thái Xbox, nơi họ có thể lưu trữ trò chơi và các nội dung khác.
Năm 2007, dịch vụ này được mở rộng sang nền tảng Windows với tên gọi Games for Windows – Live, nhưng hiện đã ngừng hoạt động. Các tính năng chính của hệ thống khi đó cũng có thể sử dụng được trên máy tính Windows. Ngày nay, Microsoft Store và ứng dụng Xbox đóng vai trò kết nối hệ sinh thái Xbox vào trải nghiệm chơi game trên PC cũng như trên các thiết bị cầm tay và điện thoại di động thông qua sáng kiến Play Anywhere. Hệ điều hành di động cũ của Microsoft là Windows Phone từng tích hợp đầy đủ chức năng Xbox Live, nhưng đã bị ngừng hỗ trợ. Dịch vụ Xbox network cho console Xbox gốc ngừng hoạt động vào ngày 15 tháng 4 năm 2010. Hiện tại, các trò chơi Xbox gốc chỉ có thể chơi trực tuyến thông qua Insignia, một dịch vụ thay thế không chính thức, hoặc thông qua các ứng dụng tạo mạng cục bộ ảo.
Xbox network hiện cung cấp cả dịch vụ miễn phí lẫn dịch vụ theo gói đăng ký có tên gọi là Xbox Game Pass Core. Năm 2021, Microsoft đổi tên Xbox Live thành "Xbox network" để bao quát toàn bộ các dịch vụ liên quan đến thương hiệu này. Từ đó, công ty dần loại bỏ thương hiệu "Live" và hoàn toàn xóa bỏ nó vào năm 2023.

## Khả năng tiếp cận

Khả năng tiếp cận Xbox Live trên toàn cầu

Xbox network hiện có sẵn tại 41 quốc gia và vùng lãnh thổ sau đây:
bảy quốc gia tại châu Mỹ:
- Argentina*
- Brazil
- Canada
- Chile*
- Colombia*
- Mexico
- Hoa Kỳ

một quốc gia tại châu Phi:
- Nam Phi

chín quốc gia tại khu vực Châu Á - Thái Bình Dương:
- Australia
- Trung Quốc
- Hồng Kông
- Ấn Độ
- Nhật Bản
- New Zealand
- Singapore
- Hàn Quốc
- Đài Loan

21 quốc gia tại châu Âu:
- Áo
- Bỉ
- Cộng hòa Séc
- Đan Mạch
- Phần Lan
- Pháp
- Đức
- Hy Lạp
- Hungary
- Ireland
- Ý
- Hà Lan
- Na Uy
- Ba Lan
- Bồ Đào Nha
- Slovakia
- Tây Ban Nha
- Thụy Điển
- Thụy Sĩ
- Thổ Nhĩ Kỳ
- Vương quốc Anh

ba quốc gia tại Trung Đông
- Israel
- Ả Rập Xê Út*
- Các Tiểu vương quốc Ả Rập Thống nhất*

'*' = Quốc gia mà Xbox network và Cửa hàng Xbox chính thức hoạt động, nhưng Cửa hàng sử dụng tiền tệ toàn cầu USD thay vì tiền tệ địa phương.
Người dùng từ các quốc gia khác không được hỗ trợ chính thức, mặc dù họ vẫn có thể truy cập Xbox network nếu cung cấp địa chỉ thuộc quốc gia mà Xbox network chính thức hoạt động. Quốc gia được chọn khi tạo tài khoản sẽ ảnh hưởng đến các tùy chọn thanh toán, nội dung và dịch vụ có sẵn cho người dùng. Trước đây, người dùng không thể thay đổi khu vực tài khoản của mình, nhưng vào tháng 10 năm 2012, Microsoft đã giới thiệu công cụ di chuyển tài khoản như một dự án thí điểm, cho phép người dùng thay đổi khu vực của mình và duy trì hồ sơ Xbox network. Tuy nhiên, các gói đăng ký, chẳng hạn như Xbox Music, không thể được chuyển qua phương pháp này.
Vào ngày 18 tháng 5 năm 2011, Microsoft thông báo rằng họ có kế hoạch ra mắt Xbox network tại Trung Đông trong vòng 12 tháng tới, nhưng điều đó chưa xảy ra trong khoảng thời gian đó. Tuy nhiên, vào ngày 20 tháng 10 năm 2012, Microsoft chính thức thông báo rằng dịch vụ sẽ ra mắt tại Các Tiểu vương quốc Ả Rập Thống nhất và Ả Rập Xê Út trong vòng ba ngày nữa.
Vào ngày 4 tháng 11, Microsoft thông báo rằng dịch vụ sẽ ra mắt vào ngày 29 tháng 11 tại Argentina và Israel. Dịch vụ cũng xuất hiện vào tháng tiếp theo tại Slovakia và Thổ Nhĩ Kỳ. Dịch vụ được ra mắt tại Trung Quốc mà không có Game Pass vào cuối năm 2014.
Vào ngày 5 tháng 3 năm 2022, đội ngũ Xbox thông báo rằng họ đã tạm ngừng tất cả các dịch vụ Xbox network tại Nga để phản ứng lại cuộc xâm lược Ukraine của Nga năm 2022.

## Lịch sử

### Ra mắt cùng với bản Xbox đầu tiên

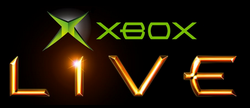
Logo Xbox Live đầu tiên, được sử dụng từ năm 2002 đến 2010

Khi Microsoft phát triển máy chơi game Xbox nguyên bản, game trực tuyến đã được xác định là một trong những trụ cột chính cho chiến lược Xbox toàn diện. Sega đã từng nỗ lực tận dụng sự phát triển mạnh mẽ của thị trường game trực tuyến khi hãng ra mắt máy chơi game Dreamcast vào năm 1999, bằng cách tích hợp hỗ trợ trực tuyến như một tính năng tiêu chuẩn, thông qua dịch vụ SegaNet ở Bắc Mỹ và Dreamarena ở Châu Âu. Tuy nhiên, do sự phổ biến của kết nối băng thông rộng còn hạn chế vào thời điểm đó, Dreamcast chỉ được trang bị modem dial-up, trong khi bộ điều hợp broadband ra mắt sau đó lại không được hỗ trợ rộng rãi cũng như không dễ dàng tiếp cận. Nội dung có thể tải xuống đã có sẵn, mặc dù dung lượng còn hạn chế do kết nối băng hẹp và giới hạn kích thước của thẻ nhớ. Máy PlayStation 2 ban đầu không được trang bị sẵn các tính năng kết nối mạng.
Tuy nhiên, Microsoft hy vọng rằng Xbox sẽ thành công ở nơi mà Dreamcast đã thất bại. Công ty xác định rằng game trực tuyến chuyên sâu đòi hỏi thông lượng của kết nối băng thông rộng và không gian lưu trữ của ổ đĩa cứng, và do đó những tính năng này sẽ rất quan trọng đối với nền tảng mới. Điều này không chỉ cho phép tải xuống và lưu trữ nhanh chóng các nội dung tải xuống đáng kể, chẳng hạn như các màn chơi, bản đồ, vũ khí, thử thách và nhân vật mới, mà còn giúp chuẩn hóa các tính năng đòi hỏi băng thông lớn như giao tiếp bằng giọng nói. Steve Ballmer và Bill Gates đều có tầm nhìn về việc tạo ra nội dung tải xuống cao cấp và tiện ích bổ sung sẽ thu hút nhiều khách hàng mới. Dựa trên lập luận này, máy chơi game này đã bao gồm một cổng Ethernet tiêu chuẩn (10/100) để cung cấp kết nối với các mạng băng thông rộng phổ biến, nhưng không bao gồm modem hoặc bất kỳ hỗ trợ quay số nào, và dịch vụ trực tuyến của hãng được thiết kế chỉ để hỗ trợ người dùng băng thông rộng. Các nhà phê bình đã chế giễu điều này, viện dẫn sự phổ biến còn hạn chế của băng thông rộng vào đầu thế kỷ.
Khi Xbox ra mắt vào ngày 15 tháng 11 năm 2001, dịch vụ trực tuyến chưa được đặt tên vào thời điểm đó đã được lên kế hoạch triển khai vào mùa hè năm 2002. Xbox Live cuối cùng đã được đặt tên tại E3 2002 khi dịch vụ này được công bố đầy đủ. Các gian hàng cách âm và máy chơi game Xbox kết nối băng thông rộng—trình diễn phiên bản ban đầu của Unreal Championship—đã chứng minh dịch vụ này tại sàn triển lãm. Tựa game của Epic là một trong những tựa game chủ lực cho dịch vụ này, dự kiến ra mắt vào ngày 15 tháng 11 năm 2002, đánh dấu kỷ niệm một năm ngày ra mắt Xbox. Microsoft thông báo rằng 50 tựa game Xbox Live sẽ có mặt vào cuối năm 2003. Tận dụng băng thông rộng bắt buộc, Xbox Live có danh sách "Bạn bè" chơi game thống nhất, cũng như một danh tính duy nhất trên tất cả các tựa game (bất kể nhà phát hành), và tính năng trò chuyện thoại tiêu chuẩn với tai nghe và khả năng giao tiếp, một tính năng vẫn còn sơ khai vào thời điểm đó.
Trước khi ra mắt, Microsoft đã tuyển mộ nhiều đợt beta testers để cải thiện dịch vụ và nhận phản hồi về tính năng. Đợt beta testers đầu tiên đã được cung cấp Re-Volt! (chưa bao giờ được phát hành chính thức) và NFL Fever 2003 để thử nghiệm beta. Sau khi quá trình thử nghiệm beta kết thúc, Microsoft đã gửi cho những người thử nghiệm beta này một thẻ nhớ màu cam trong mờ, một hộp đựng tai nghe và một chiếc áo phông thử nghiệm beta với khẩu hiệu "I've got great hands". Khi dịch vụ ra mắt, nó thiếu nhiều chức năng mà các tựa game sau này đã bổ sung, nhưng Xbox Live đã phát triển và mở rộng trên Xbox và nhiều khía cạnh của dịch vụ đã được tích hợp sẵn với máy chơi game Xbox 360, thay vì thông qua một bản cập nhật sau này. Microsoft đã cấp bằng sáng chế liên quan đến Live cho phép người dùng Xbox 360 có quyền truy cập để xem những game thủ khác cạnh tranh với nhau qua Xbox Live.
Bao bì cho các tựa game Xbox Live trên máy chơi game Xbox đầu tiên có một thanh màu cam-vàng phát quang đặc trưng bên dưới tiêu đề Xbox. Tom Clancy's Splinter Cell và Brute Force có thiết kế "bong bóng" Live, vì chúng chỉ có nội dung có thể tải xuống. Nó đã được thay đổi sau đó, trong đó tất cả các tựa game Xbox Live đều bao gồm thanh Live màu cam-vàng phổ quát. Vào thời điểm Xbox 360, tất cả các tựa game đều được yêu cầu cung cấp ít nhất một hình thức "nhận diện" Xbox Live giới hạn. Vào tháng 7 năm 2004, Xbox Live đã đạt 1 triệu người dùng trực tuyến. Vào tháng 7 năm 2005, Xbox Live đã đạt 2 triệu người dùng trực tuyến.

### Tăng trưởng tiếp theo

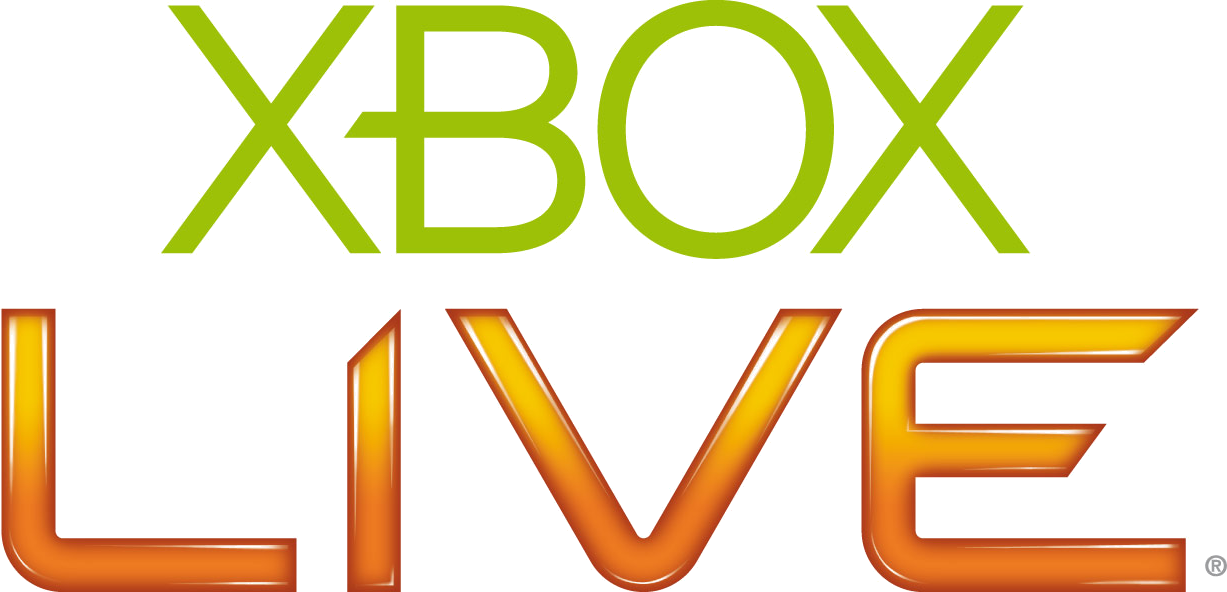
Logo Xbox Live thứ hai, được sử dụng từ năm 2005 đến 2013

Vào ngày 15 tháng 11 năm 2007, Microsoft đã kỷ niệm 5 năm thành lập Xbox Live bằng cách tặng miễn phí tựa game Carcassonne cho hơn 8 triệu người đăng ký vào thời điểm đó và tặng 500 Microsoft Points miễn phí cho những game thủ đã đăng ký Live kể từ khi dịch vụ này ra mắt. Do sự cố gián đoạn dịch vụ không liên tục vào cuối tháng 12 năm 2007 và đầu tháng 1 năm 2008, Microsoft đã hứa sẽ tặng một game Xbox Live Arcade miễn phí cho tất cả người dùng Xbox Live để bồi thường, trong một thư ngỏ gửi tới tất cả các thành viên Xbox Live từ Marc Whitten, Tổng Giám đốc Xbox LIVE.  Nhu cầu tăng cao từ những người mua Xbox 360 (số lượng người đăng ký mới lớn nhất trong lịch sử Xbox Live) đã được đưa ra làm lý do cho thời gian ngừng hoạt động. Vào ngày 18 tháng 1 năm 2008, Microsoft đã thông báo rằng Undertow sẽ được cung cấp miễn phí cho cả thành viên Gold và Free trong tuần bắt đầu từ ngày 23 tháng 1 đến ngày 27 tháng 1 để bồi thường.
Vào ngày 12 tháng 11 năm 2009, Dennis Durkin, COO của mảng kinh doanh giải trí tương tác của Microsoft, đã thông báo rằng ngày 10 tháng 11 năm 2009, ngày phát hành Call of Duty: Modern Warfare 2 đánh dấu ngày bận rộn nhất từ trước đến nay trên Xbox Live, với hơn hai triệu người dùng hoạt động đồng thời.
Vào ngày 5 tháng 2 năm 2010, Marc Whitten đã thông báo rằng Xbox Live đã đạt 23 triệu thành viên. Cùng ngày, Larry Hyrb, Major Nelson của Xbox Live, đã thông báo trên blog của mình rằng hỗ trợ Xbox Live cho Xbox nguyên bản sẽ bị ngừng vào ngày 15 tháng 4 năm 2010, bao gồm cả chơi trực tuyến thông qua khả năng tương thích ngược trên Xbox 360 và tất cả nội dung có thể tải xuống cho các trò chơi Xbox nguyên bản.
Vào tháng 8 năm 2010, Microsoft đã công bố tăng 20% chi phí của Xbox Live Gold ở một số quốc gia, lần đầu tiên kể từ khi ra mắt. Dịch vụ cơ bản cũng được đổi tên. Trước tháng 10 năm 2010, dịch vụ miễn phí được gọi là Xbox Live Silver.
Đã có thông báo vào ngày 10 tháng 6 năm 2011, rằng dịch vụ này sẽ được tích hợp đầy đủ vào Windows 8 của Microsoft.
Vào tháng 10 năm 2011, Microsoft đã công bố truyền hình cáp trực tiếp với nhiều nhà cung cấp khác nhau.

Logo Xbox Live thứ ba, được sử dụng từ năm 2013 đến 2021

 Vào tháng 2 năm 2013, Yusuf Mehdi, phó chủ tịch tập đoàn của mảng Kinh doanh Giải trí Tương tác của Microsoft, đã chia sẻ rằng số lượng thành viên Xbox Live hiện là 46 triệu, tăng 15% so với một năm trước, trong hội nghị Dive into Media ở Nam California.
Vào tháng 6 năm 2014, Microsoft đã thu hồi các yêu cầu Xbox Live Gold để truy cập các ứng dụng truyền thông trực tuyến (bao gồm Netflix, Hulu, YouTube, Internet Explorer, Skype và các ứng dụng khác), mặc dù các khoản phí thuê hoặc phí đăng ký khác nhau vẫn có thể được áp dụng.
Vào ngày 25 tháng 12 năm 2014, cả PlayStation Network và Xbox Live đều bị gián đoạn mạng sau cuộc tấn công từ chối dịch vụ. Chức năng đã được khôi phục vào ngày 28 tháng 12, với một số người dùng gặp khó khăn trong những ngày tiếp theo. Một nhóm có tên "The Phantom Squad" đã đe dọa sẽ phá vỡ mạng Xbox Live thông qua tấn công từ chối dịch vụ vào ngày 25 tháng 12 năm 2015.
Vào năm 2019, Tạp chí Xbox Chính thức tiết lộ rằng Xbox Live sẽ được thực hiện đa nền tảng và sẽ phục vụ Android, iOS và Nintendo Switch.
Microsoft đã thêm Xbox Live Gold vào chương trình Xbox Game Pass của mình như một phần của bậc đăng ký Xbox Game Pass Ultimate mới vào tháng 4 năm 2019.

### Đổi thương hiệu
Vào ngày 22 tháng 1 năm 2021, Microsoft đã lên kế hoạch tăng giá đăng ký Xbox Live Gold, như sau: tăng 1 đô la cho đăng ký hàng tháng (từ 9,99 đô la lên 10,99 đô la), tăng 5 đô la cho đăng ký 3 tháng (từ 24,99 đô la lên 29,99 đô la), tăng 20 đô la cho đăng ký 6 tháng (từ 39,99 đô la lên 59,99 đô la) và tăng 60 đô la (gấp đôi giá) cho đăng ký 12 tháng (từ 59,99 đô la lên 119,99 đô la). Tuy nhiên, việc tăng giá đăng ký 6 tháng và 12 tháng sẽ không ảnh hưởng đến những người đăng ký hiện tại khi họ đăng ký lại ở cùng cấp độ, cũng như những người đã đăng ký thông qua chương trình Xbox Games Pass Ultimate. Tuy nhiên, sau những phàn nàn từ cộng đồng Xbox, Microsoft đã đưa ra thông báo cùng ngày rằng họ đã hủy bỏ quyết định của mình và sẽ không tăng giá bất kỳ gói đăng ký nào, do đó giá sẽ vẫn giữ nguyên như cũ.
Microsoft chính thức thông báo rằng họ sẽ đổi tên Xbox Live thành "Xbox network" vào tháng 3 năm 2021 để bao gồm tất cả các dịch vụ liên quan đến Xbox chứ không chỉ Xbox Live. Xbox Live Gold vẫn giữ nguyên tên gọi để phân biệt chương trình đăng ký với tập hợp các dịch vụ. Microsoft cũng tuyên bố rằng với sự thay đổi này, họ sẽ loại bỏ yêu cầu phải có Xbox Live Gold để chơi các trò chơi miễn phí trên máy chơi game Xbox.
Đến tháng 1 năm 2021, Microsoft báo cáo rằng có hơn 100 triệu người dùng Xbox (bao gồm cả những người dùng thông qua đăng ký Xbox Game Pass).

## Thông tin người dùng

### Gamertag
Gamertag là tên chung cho tên người dùng của người chơi  trên Xbox Live. Gamertag là một số nhận dạng duy nhất có thể bao gồm số, chữ cái và dấu cách. Gamertag có thể được thay đổi bằng thiết bị Xbox One hoặc Xbox 360 (miễn phí lần đầu tiên, lần thay đổi tiếp theo sẽ được tính phí), Xbox 360 hỗ trợ tám cấu hình hỗ trợ Xbox Live trên mỗi đơn vị nhớ và ba mươi hai cấu hình trên ổ cứng.
Trạng thái tài khoản Gamertag của người chơi có thể được kiểm tra bằng nhiều công cụ trực tuyến, đặc biệt hữu ích khi tìm kiếm Gamertag mới hoặc xác nhận rằng Gamertag tồn tại. Nếu sử dụng Gamertag đúng cách, bất kỳ người chơi nào cũng có thể được xác định vị trí và nhắn tin từ trong Live. Ngoài ra còn có một số trang web cho phép người dùng Gamertag tải lên ảnh và thông tin về bản thân họ.
Gamertags có thể được sử dụng ở nhiều nơi, bao gồm Games for Windows - Live, Zune, Câu lạc bộ Người sáng tạo XNA cũng trên Xbox One và Xbox 360.
Gamertags cũng kèm theo ảnh đại diện (hoặc "ảnh game thủ"), đôi khi được liên kết với trò chơi hoặc nhân vật trò chơi nhất định. Trên Xbox 360 có sẵn các bức ảnh dành riêng cho từng game thủ, nhưng chúng thường được kèm theo thành từng bộ. Người dùng cũng có thể chụp ảnh "Công khai" (được hiển thị cho tất cả những người xem hồ sơ, trừ khi người dùng có bộ ảnh "cá nhân" khác). Có thể chụp ảnh đại diện trong khi sử dụng trình chỉnh sửa ảnh đại diện.
Trước đây, người dùng bị cấm sử dụng các tên liên quan tới đồng tính nam hoặc đề cập đến đồng tính luyến ái theo bất kỳ cách nào trong Gamertag hoặc hồ sơ của họ vì nó được xem như là "nội dung có tính chất tình dục", kể cả khi tên đó xuất hiện bằng họ hợp pháp. Sự cố một phụ nữ bị đình chỉ dịch vụ vì tự nhận mình là đồng tính nữ và sự cố một người dùng nam bị đình chỉ vì sử dụng họ "Gaywood" trong tên người dùng của anh ta đã thu hút nhiều tranh cãi. Vào tháng 2 năm 2009, Giám đốc thực thi chính của Xbox Live, Stephen Toulouse, đã làm rõ chính sách của dịch vụ về nhận dạng giới tính, nêu rõ rằng "Việc bộc lộ bất kỳ khuynh hướng tình dục nào [...] đều không được phép trong Gamertag" nhưng công ty đang "kiểm tra cách chúng tôi có thể cho phép các tên theo cách không bị lạm dụng." Những thay đổi được công bố vào tháng 3 năm 2010 cho phép các thành viên Xbox Live thể hiện khuynh hướng tình dục trong gamertag và hồ sơ của họ.

### Gamerscore
Gamerscore (G) là một hệ thống tích lũy điểm thành tích phản ánh số thành tích mà người dùng tích lũy được trên Xbox Live thông qua việc hiển thị số điểm đã tích lũy. Những điểm Thành tích này được trao cho việc hoàn thành các thử thách trong trò chơi, chẳng hạn như đánh bại một cấp độ hoặc tích lũy một số chiến thắng cụ thể trước những người chơi khác trong các trận đấu trực tuyến và các thử thách khác trong trò chơi.
Ban đầu, các trò chơi Xbox 360 bán lẻ được cung cấp lên đến 1.000G trải rộng trên một số Thành tựu khác nhau, trong khi mỗi tựa game Xbox Live Arcade chứa 12 Thành tích với tổng trị giá 200G. Vào ngày 1 tháng 2 năm 2007, Microsoft đã công bố trên Blog Gamerscore của họ một số chính sách mới mà các nhà phát triển phải tuân theo liên quan đến Điểm số và Thành tích trong các bản phát hành trong tương lai. Tất cả các trò chơi dựa trên đĩa thông thường phải có 1.000 điểm Gamerscore trong trò chơi cơ bản; tiêu đề có thể xuất xưởng với ít hơn 1.000 điểm, nhưng mọi thứ được thêm vào sau đó phải miễn phí.  Các nhà phát triển trò chơi hiện cũng có tùy chọn cộng tới 250 điểm thông qua nội dung có thể tải xuống mỗi quý sau năm đầu tiên phát hành (với tổng số 1.750 điểm). Các tựa game Xbox Live Arcade cũng cho phép người chơi nhận được Gamerscore, ban đầu lên đến 200 Gamerscore với điểm bổ sung lên đến 50 Gamerscore thông qua nội dung có thể tải xuống (với tổng số 250 điểm), nhưng một số trò chơi XBLA có tới 400 Gamerscore mà không có DLC.
Vào ngày 26 tháng 5 năm 2007, Halo 2 là tựa game trong Game dành cho Windows đầu tiên có Thành tích, được tính vào Điểm trò chơi của người chơi.
Vào ngày 25 tháng 3 năm 2008, Microsoft đã triệt hạ "Kẻ gian lận điểm Gamerscore" (những người gian lận đã sử dụng các công cụ bên ngoài để tăng điểm Gamerscore) giảm Gamerscores của họ xuống 0 mà không có tùy chọn khôi phục điểm số đã "kiếm được" và gắn nhãn hiệu người chơi bằng cách biểu thị trên Gamertag của họ rằng họ là những "Kẻ gian lận".
Sự phát triển của hệ thống Gamerscore đã tạo ra một Thị trường ngách mới trong nền kinh tế internet. Nhiều trang web đã được tạo ra để cung cấp cho người chơi các mẹo và thủ thuật để nhận được điểm thành tích. Một số trang web chỉ dành riêng cho các hướng dẫn thành tích này và một số blog cung cấp hướng dẫn chơi game ngoài nội dung khác của họ.
Vào ngày 13 tháng 3 năm 2014, Ray Cox IV hay "Stallion83" trở thành người chơi đầu tiên trong lịch sử đạt 1 triệu Gamerscore.

### Gamercard
Gamercard là một bảng thông tin được sử dụng để tóm tắt hồ sơ người dùng của một người trên Xbox Live của Microsoft. Các phần thông tin trên Gamercard bao gồm:
- Gamertag (đặt ở phía trước một thanh bạc hoặc vàng) (các thành viên vàng tích cực đã sử dụng Xbox Live chưa đầy một năm sẽ có các bong bóng nhỏ. Và từ một năm trở lên sẽ hiển thị số năm.)
- Ảnh người chơi (là ảnh đại diện)
- Danh tiếng
- Gamerscore
- Gamerzone (Khu người chơi)
- Các trò chơi đã chơi gần đây

Gamercard của người chơi có thể được xem qua Xbox 360 hoặc xen trực tuyến thông qua trang web Xbox.com. Thanh trên cùng hiển thị Gamertag và sẽ được hiển thị ở phía trước một thanh bạc hoặc vàng để biểu thị liệu người chơi có đăng ký Xbox Live Miễn phí hoặc Vàng hay không. Nếu người chơi là một phần của Nhóm khởi chạy Xbox 360, thanh trên cùng cũng sẽ có thêm văn bản cho biết "Nhóm khởi chạy" trong nền. Các trang web của bên thứ ba cho phép người dùng đăng phiên bản Gamercard được kết xuất của họ dưới dạng một ứng dụng Flash nhỏ hoặc hình ảnh JPEG trên bất kỳ trang web hoặc diễn đàn Internet nào.
Tương tự, người dùng Mac OS X có thể tải xuống các tiện ích hiển thị Xbox Live Gamercard của họ trong Bảng điều khiển của Mac OS X. Chúng có thể được tải xuống bất kỳ máy Mac nào có OS X 10.4 trở lên thông qua trang tải xuống tiện ích con của Apple.
Có bốn Khu người chơi: Recreation (Giải trí) dành cho những người chơi bình thường, Family (Gia đình) dành cho những người chơi thân thiện với gia đình (không có ngôn từ tục tĩu, v.v. ), Pro dành cho những game thủ thích cạnh tranh, thích thử thách và Underground dành cho việc chơi game không giới hạn ở bất cứ đâu (miễn là nó không vi phạm Điều khoản sử dụng Xbox Live). Tuy nhiên, trên thực tế, các khu vực dành cho người chơi này chỉ được hiển thị trên Gamercard của người chơi và không có xu hướng ảnh hưởng đến trải nghiệm chơi trò chơi hoặc sự phù hợp của người chơi trong trò chơi trực tuyến.

### TrueSkill
TrueSkill là một hệ thống xếp hạng và ghép trận lần đầu tiên được triển khai như một phần của các dịch vụ Live của Xbox 360. Được phát triển tại Microsoft Research Cambridge (Vương quốc Anh), hệ thống xếp hạng TrueSkill hiện được sử dụng trong hơn 150 tựa game cho Xbox 360 và trong Games for Windows - Live về trò chơi Warhammer 40.000: Dawn of War II. Nó sử dụng một mô hình toán học về sự không quyết đoán để giải quyết những điểm yếu trong các hệ thống xếp hạng hiện có như Elo. Ví dụ: một người chơi mới tham gia các giải đấu hàng triệu người chơi có thể được xếp hạng chính xác trong ít hơn 20 trận đấu. Nó có thể dự đoán xác suất của từng kết quả trò chơi, giúp tăng cường tính cạnh tranh, giúp có thể tập hợp các đội cân bằng kỹ năng từ một nhóm người chơi có khả năng khác nhau.
Khi đang ghép trận, hệ thống sẽ cố gắng ghép các cá nhân dựa trên trình độ kỹ năng ước tính của họ. Nếu hai cá nhân đang thi đấu đối đầu và có cùng trình độ kỹ năng ước tính với độ ước tính không chắc chắn thấp, thì mỗi người sẽ có khoảng 50% cơ hội thắng một trận đấu. Bằng cách này, hệ thống sẽ cố gắng làm cho mọi trận đấu trở nên cạnh tranh nhất có thể.
Để ngăn chặn việc lạm dụng hệ thống, phần lớn các trò chơi đấu hạng đều có các tùy chọn ghép trận tương đối hạn chế. Theo thiết kế, người chơi không thể dễ dàng chơi với bạn bè của họ trong các trò chơi đấu hạng. Tuy nhiên, các biện pháp đối phó này đã thất bại do các kỹ thuật như (các) tài khoản thay thế và lỗi hệ thống trong đó mỗi hệ thống có xếp hạng TrueSkill riêng. Để cung cấp các trò chơi ít cạnh tranh hơn, hệ thống hỗ trợ các Trận đấu Người chơi không được xếp hạng, cho phép các cá nhân ở bất kỳ cấp độ kỹ năng nào sẽ được ghép đôi (thường bao gồm cả "khách" trên một tài khoản). Những trận đấu như vậy không đóng góp vào xếp hạng TrueSkill.

## Cửa hàng Xbox Games
Cửa hàng Xbox Games (trước đây là Xbox Live Marketplace) là một cửa hàng thống nhất cung cấp cả nội dung miễn phí và cao cấp để tải xuống bao gồm các tựa game Xbox Live Arcade, trò chơi độc lập Xbox, loạt trò chơi gốc Xbox, bản trình diễn trò chơi Xbox 360, tài liệu mở rộng trò chơi (ví dụ: bản đồ bổ sung, xe cộ, bài hát), đoạn giới thiệu, hình ảnh và chủ đề của người chơi, chương trình truyền hình, video nhạc, phim cho thuê, Ứng dụng và trò chơi, v.v.
Vào ngày 17 tháng 11 năm 2009, Microsoft đã phát hành một ứng dụng Zune có thể tải xuống cho Xbox 360. Ứng dụng này biến Xbox 360 thành một thiết bị Zune. Khi một người tải xuống ứng dụng Zune, nó sẽ tiếp quản các menu và phần của Marketplace của thiết bị. Với việc bổ sung Zune Marketplace vào bảng điều khiển Xbox 360, người ta có thể mua phim thay vì chỉ có thể thuê chúng. Zune Marketplace có cung cấp nội dung phong phú hơn nhiều so với Xbox Live Marketplace cổ điển.

## Xbox Play Anywhere

Logo của Xbox Play Anywhere

Play Anywhere ban đầu có tên là Live Anywhere, đây là một dịch vụ đa nền tảng cho phép chủ sở hữu các trò chơi Xbox và Windows có khả năng sử dụng các trò chơi đó trên một trong hai hệ điều hành. Theo chương trình này, các trò chơi được hỗ trợ mua kỹ thuật số trên Microsoft Store cho Xbox One cũng có thể được tải xuống trên PC Windows 10 (chạy Windows 10 Anniversary Update trở lên) thông qua Microsoft Store bằng cùng một tài khoản Microsoft mà không phải trả thêm phí và ngược lại. Chương trình này cũng thúc đẩy khả năng đồng bộ hóa dữ liệu lưu, thành tích và nội dung có thể tải xuống giữa các phiên bản Windows 10 và Xbox One của một trò chơi.
Microsoft đã công bố vào tháng 3 năm 2019 rằng họ sẽ cung cấp SDK Xbox Live cho các thiết bị di động iOS và Android, cho phép các nhà phát triển trên các nền tảng đó tích hợp hầu hết các dịch vụ của mạng Xbox vào các ứng dụng và trò chơi của họ. Microsoft cũng tuyên bố rằng họ đang xem xét mang chức năng này lên Nintendo Switch, dự đoán đây sẽ là một tính năng sau khi ra mắt cho phiên bản Switch của Cuphead.

### Lịch sử
Play Anywhere ban đầu được phát hành với tên Live Anywhere như một sáng kiến đa nền tảng để đưa mạng Xbox đến nhiều nền tảng và thiết bị Microsoft, bao gồm Xbox, Xbox 360, Microsoft Windows (Vista và 7), Windows Phone và Zune. Chris Early của Microsoft cho biết về Live Anywhere vào năm 2006 rằng "đó [là] một dự án dài hạn dự kiến sẽ được triển khai trong vài năm". Mặc dù một dịch vụ khái niệm dành cho thiết bị di động đã được trình diễn tại E3 2006 và CES 2006 trên điện thoại di động Motorola Q, nhưng nó chưa bao giờ được phát hành.
Vào ngày 15 tháng 2 năm 2010, Microsoft đã công bố hệ điều hành di động mới của mình, Windows Phone. Với Windows Phone 7 và Windows Mobile 10, Microsoft đã tích hợp đầy đủ chức năng Xbox Live. Windows Phone kể từ đó đã bị ngừng sản xuất.
Tại E3 2016 vào ngày 14 tháng 6 năm 2016, Play Anywhere đã được công bố, đổi tên từ Live Anywhere và phát hành vào ngày 13 tháng 9 năm 2016.

## Xbox Live Gold
Xbox Live Gold là một dịch vụ đăng ký trả phí dành cho cộng đồng Xbox. Đăng ký Xbox Live là miễn phí, nhưng bạn phải trả phí đăng ký định kỳ để truy cập nhận Gold. Những tính năng cần có gói đăng Gold bao gồm nhiều người chơi trực tuyến trong các trò chơi không có chế độ nhiều người chơi, quay hình trò chơi và chia sẻ phương tiện. Tương tự, các thành viên Xbox Live bình thường có thể tải xuống và truy cập ứng dụng phát trực tiếp Twitch, nhưng để phát trực tiếp trò chơi của riêng mình sẽ cần phải có đăng ký Gold. Mặc dù ban đầu yêu cầu gói đăng ký Gold, các tựa game miễn phí, cũng như tính năng trò chuyện nhóm trên các thiết bị tay cầm Xbox không còn cần đăng ký để chơi kể từ tháng 4 năm 2021. Người đăng ký được phân bổ không gian lưu trữ trên máy chủ Xbox để lưu trữ tệp và được cấp quyền truy cập sớm hoặc độc quyền vào các bản beta, ưu đãi đặc biệt, Trò chơi có Gold và Video Kinect.

### Games with Gold
Games with Gold (Trò chơi có Gold) là một chương trình trong đó người đăng ký gói Gold sẽ được cung cấp miễn phí các bản kỹ thuật số của nhiều trò chơi. Trò chơi có Gold ra mắt cho Xbox 360 vào tháng 7 năm 2013, trong khi các trò chơi Xbox One được thêm vào tháng 6 năm 2014. Sau tháng 10 năm 2022, Trò chơi có Gold sẽ không cung cấp các game dành cho Xbox 360 nữa, với việc Microsoft tuyên bố rằng họ "đã đạt đến giới hạn khả năng của chúng tôi trong việc đưa các trò chơi trên Xbox 360 vào danh mục". Các trò chơi được tải xuống thông qua chương trình trên Xbox 360 được sở hữu miễn phí mà không có giới hạn nào khác. Các game trên Xbox One với các tựa game có nhãn Gold sẽ yêu cầu có đăng ký Gold để sử dụng và sẽ bị khóa và không thể chơi được nếu đăng ký hết hiệu lực. Kể từ tháng 11 năm 2015, tất cả các trò chơi có nhãn Gold cho Xbox 360 đều tương thích ngược trên Xbox One.

## Xbox Trải nghiệm mới
Tại E3 2008, Microsoft thông báo rằng tất cả chủ sở hữu Xbox 360 sẽ nhận được bản cập nhật bảng điều khiển mới, có tên Xbox Trải nghiệm mới (NXE), vào ngày 19 tháng 11 năm 2008 bổ sung một số tính năng mới. Mặc dù giao diện mới thường được tải xuống khi Xbox mới được kết nối với Xbox Live, một số trò chơi bao gồm Fight Night Round 4, Portal 2 và Dragon Ball: Raging Blast cũng sẽ cập nhật nó.
Tính năng One là khả năng xem phim và chương trình truyền hình chất lượng tiêu chuẩn và 720p trực tuyến từ Netflix thông qua Xbox 360. Tính năng này chỉ khả dụng ở Hoa Kỳ và Canada, đồng thời yêu cầu đăng ký Xbox Live Gold và Netflix Unlimited. Người dùng cũng có thể xem các tựa Netflix với bạn bè của họ trong một bữa tiệc lên đến 8 người chơi. Thành viên Xbox Live có khả năng xem hơn 12.000 bộ phim và tập. Người dùng có thể duyệt các tựa phim dựa trên sở thích của họ và xếp hạng Netflix bằng giao diện Xbox. Người dùng không cần truy cập trang web để chọn nội dung xem nữa. Khi người chơi mở một nhóm trong ứng dụng, họ cũng có thể tham gia trò chơi cùng nhau, trò chuyện cùng nhau hoặc xem trình chiếu ảnh.
Một tính năng khác cung cấp cho người chơi khả năng tạo Ảnh đại diện. Người chơi có thể tùy chỉnh hình đại diện bằng cách thay đổi hình dạng cơ thể, đặc điểm khuôn mặt, tóc và quần áo, cũng như quần áo mới được tung ra theo thời gian. Xbox Live yêu cầu người dùng chọn hình đại diện. Một tính năng khác là khả năng cài đặt toàn bộ đĩa trò chơi vào ổ cứng của Xbox 360, giúp giảm thời gian tải và giảm đáng kể tiếng ồn do trò chơi được đọc từ ổ cứng chứ không phải ổ đĩa lớn hơn (tương tự như PS2 HD LOADER Tính năng). Đối với hầu hết các trò chơi, tính năng này cũng làm giảm thời gian đọc đĩa, do đó giúp kéo dài tuổi thọ của cơ chế ổ đĩa quang.
Trong cuộc họp báo tại E3, Microsoft đã công bố chương trình Xbox Live Primetime, một loạt các chương trình đã được lên lịch để các thành viên Xbox Live có thể đấu với nhau. Trò chơi đầu tiên được công bố là bản chuyển thể của trò chơi Endemol 1 vs. 100, trong đó một thành viên Xbox Live sẽ đấu với 100 thành viên khác với người dẫn chương trình trực tiếp và giải thưởng được trao. Vào ngày 15 tháng 7 năm 2010, Microsoft xác nhận rằng 1 vs. 100 sẽ bị hủy bỏ.
Xbox Guide cũng đã được thiết kế lại. Người chơi không chỉ có thể xem bạn bè và tin nhắn mà còn có thể truy cập thư viện trò chơi của họ. Nếu người dùng đã cài đặt bất kỳ trò chơi nào vào Ổ cứng Xbox 360 của họ, họ có thể bắt đầu trò chơi ngay lập tức từ hướng dẫn, cho dù họ đang ở trong trò chơi hay trong bảng điều khiển. Microsoft cũng xác nhận rằng mỗi máy Xbox 360 mới sẽ kèm theo 3 tài khoản dùng thử Xbox Live Gold miễn phí, khi tạo tài khoản mới, người chơi được phép yêu cầu thời gian dùng thử khi từ chối thanh toán cho đăng ký Gold; do đó, cho phép người dùng thử chơi trò chơi trực tuyến trong thời gian dùng thử 1 tháng đó, sau đó người chơi được yêu cầu trả phí đăng ký để tiếp tục mai mối trực tuyến. Major Nelson cũng thông báo rằng bản cập nhật hỗ trợ 16:10 trên VGA hoặc HDMI, mở rộng sự lựa chọn độ phân giải.
Mặc dù các bản cập nhật hệ thống trước đây đã được lưu trữ trên bộ nhớ trong, nhưng đây là bản cập nhật đầu tiên yêu cầu thiết bị lưu trữ. Bản cập nhật yêu cầu ít nhất 128 MB dung lượng trống trên thẻ nhớ hoặc ổ cứng. Microsoft đã tuyên bố rằng nhiều người dùng Core hoặc Arcade sẽ không có đủ dung lượng trên thẻ nhớ giới hạn của họ cho bản cập nhật mới và do đó đã cung cấp cho họ một thẻ nhớ 512MB hoặc giảm giá ổ cứn g20GB trong thời gian giới hạn. Chương trình khuyến mãi này đã kết thúc và tất cả các đơn vị arcade mới hiện đi kèm với 512 MB bộ nhớ trong.
NXE đã bị rò rỉ trên các trang Torrent và có thể được cài đặt qua ổ USB. Major Nelson của Microsoft tuyên bố rằng việc cài đặt trái phép NXE sẽ dẫn đến việc thiết bị của người dùng bị cấm trên Xbox Live cho đến khi phát hành chính thức vào ngày 19 tháng 11 năm 2008.

### Cập nhật
Vào ngày 22 tháng 9 năm 2010, Major Nelson thông báo rằng bảng điều khiển Xbox Live sẽ được cập nhật lại. Thiết kế mới sẽ kết hợp giao diện Metro được sử dụng trong các sản phẩm khác của Microsoft, chẳng hạn như Zune HD và Windows Phone. Cũng như một bảng màu mới và các chỉnh sửa nhỏ khác đối với bố cục tổng thể, bản cập nhật cũng sẽ kèm thêm một "Kinect hub", được thiết kế đặc biệt cho cảm biến Kinect để điều hướng bảng điều khiển dễ dàng hơn. Các thành viên Xbox Live đã có thể đăng ký chương trình xem trước mở vào ngày 29 tháng 9 năm 2010. Bản cập nhật được phát hành vào ngày 1 tháng 11 năm 2010.
Vào ngày 6 tháng 6 năm 2011 tại E3, có thông báo rằng bảng điều khiển sẽ được cập nhật một lần nữa để thêm vào công cụ tìm kiếm Bing, cho phép người dùng tìm kiếm trò chơi, đoạn giới thiệu, phim, v.v. Kinect cũng sẽ được cập nhật cho phép người dùng điều hướng bảng điều khiển và Bing bằng giọng nói của họ. Các cập nhật khác sẽ bao gồm lưu trữ đám mây, quyền truy cập YouTube và truyền hình trực tiếp. Trang tổng quan mới chính thức hoạt động vào ngày 6 tháng 12 năm 2011.
Vào ngày 13 tháng 5 năm 2014, Microsoft đã công bố các thay đổi đối với tư cách thành viên Xbox Live Gold cho phép người đăng ký truy cập các ứng dụng có sẵn như Netflix, Twitch, MLB.tv, v.v. mà không cần tư cách thành viên Gold trên cả hai bảng điều khiển Xbox One và Xbox 360 mặc dù có nhiều phí thuê hoặc thuê bao vẫn được áp dụng. Microsoft sẽ hoàn lại tiền theo tỷ lệ cho dịch vụ cho các yêu cầu cho đến ngày 31 tháng 8 năm 2014. Công ty cũng đã công bố "Game có Gold" sẽ cung cấp cho người đã đăng ký các trò chơi miễn phí trên cả Xbox 360 và Xbox One và "Ưu đãi với Gold" để giảm giá độc quyền cho các trò chơi Xbox One tại cửa hàng Xbox.

## Microsoft Movies & TV / Microsoft Films & TV
Vào ngày 6 tháng 11 năm 2006, Microsoft công bố Microsoft Movies & TV (Microsoft Films & TV ở các quốc gia được hỗ trợ) (trước đây là Xbox Video Marketplace, Xbox Video và Zune Video), một cửa hàng video độc quyền có thể truy cập thông quathieetss bị. Ra mắt tại Hoa Kỳ vào ngày 22 tháng 11 năm 2006, kỷ niệm đầu tiên Xbox 360 ra mắt, dịch vụ cho phép người dùng ở Hoa Kỳ tải xuống các chương trình truyền hình độ nét cao và độ phân giải tiêu chuẩn để mua và phim cho thuê trên bảng điều khiển Xbox 360 Để xem. Ngoại trừ các clip ngắn và các nội dung hiện không có sẵn để phát trực tuyến và phải được tải xuống. Phim có sẵn để cho thuê từ Video Marketplace. Chúng hết hạn sau 14 ngày kể từ khi tải xuống hoặc vào cuối 24 giờ đầu tiên sau khi phim bắt đầu phát, tùy điều kiện nào đến trước. Các tập phim truyền hình có thể được mua để sở hữu và có thể chuyển nhượng cho số lượng không giới hạn trên bảng điều khiển. Các tệp đã tải xuống sử dụng âm thanh vòm 5.1 và được mã hóa bằng VC-1 cho video ở 720p, với tốc độ bit là 6,8 Mbit/s. Nội dung truyền hình được cung cấp từ MTV, VH1, Comedy Central, Turner Broadcasting và CBS; và nội dung phim là Warner Bros., Paramount và Disney, cùng với các nhà phát hành khác.

## Các chương trình
Sáng kiến "Game with Fame" là cách của Microsoft để kết nối các thành viên Xbox Live với những người nổi tiếng và nhà phát triển trò chơi. Những thành viên đáng chú ý của "Game with Fame" bao gồm Shia LaBeouf, Jack Black, Rihanna, Velvet Revolver, Victoria Justice, Shaun Wright-Phillips, Scissor Sisters, Paramore, Korn, OK Go, Red Jumpsuit Apparatus, Dream Theater, Linkin Park, Green Day và Insane Clown Posse.
"Xbox Ambassadors" là các thành viên Xbox Live do Microsoft tuyển chọn, những người đã chứng tỏ mình là người hữu ích đối với người khác và sẵn sàng hỗ trợ người dùng Xbox Live mới cũng như trả lời các câu hỏi của họ. Tính đến tháng 3 năm 2009, có đại sứ đại diện cho 18 quốc gia với hơn 30 ngôn ngữ.
"Phần thưởng Xbox" là một chương trình khuyến mãi được thiết kế để cung cấp cho người chơi động lực chơi trên Xbox Live bằng cách trợ cấp điểm thành tích kiếm được bằng phần thưởng thực tế. Người chơi được yêu cầu đăng ký các thử thách cụ thể, nếu hoàn thành thành công, sẽ nhận được phần thưởng dành riêng cho thử thách.
"Phần thưởng Xbox Live" là chương trình khuyến mãi hiện tại cung cấp cho các thành viên Xbox Live các Điểm thưởng (đừng nhầm với Điểm thưởng Microsoft không còn tồn tại) khi họ gia hạn Tư cách thành viên Gold, mua thứ gì đó trên Thị trường, v.v.
"Xbox Live Labs" là một chương trình được tìm thấy trong phần cộng đồng và có sẵn từ ngày 10 đến ngày 27 tháng 3 năm 2011 cho các thành viên ở Hoa Kỳ. Nếu người chơi chọn tham gia, họ sẽ được thưởng bằng các vật phẩm đại diện và 3 thành tích không điểm.
SentUAMessage là một chương trình nhằm trả lời các câu hỏi mà người xem gửi đến về bất kỳ thứ gì liên quan đến thế giới Xbox. Chương trình kéo dài bốn sê-ri và được phát hành vào thứ Bảy hàng tuần. Chương trình được thúc đẩy hoàn toàn bởi các câu hỏi do người dùng tạo. Để đảm bảo lượng câu hỏi vẫn ở mức cao, người hâm mộ có thể liên hệ với chương trình bằng nhiều cách khác nhau, bao gồm gửi câu hỏi đến SentUAMessage Gamertag qua Xbox LIVE, viết email hoặc sử dụng các trang web mạng xã hội.\

## Bảo mật
Microsoft thực hiện một số biện pháp bảo mật khác nhau trên dịch vụ Xbox Live của mình. Một trong số này có hình thức kiểm tra bảo mật chủ động để đảm bảo rằng chỉ những máy chưa được sửa đổi mới có thể truy cập vào dịch vụ của họ. Vào ngày 17 tháng 5 năm 2007, Microsoft đã cấm các thiết bị tay cầm có firmware bị sửa đổi khỏi Xbox Live. Theo Microsoft, các bảng điều khiển có phần firmware không rõ nguồn gốc, chất lượng hoặc mục đích đã bị cấm vĩnh viễn khỏi Xbox Live. Đại diện của Microsoft cho biết rằng hành động được thực hiện để đảm bảo "tính toàn vẹn của dịch vụ và bảo vệ các đối tác và người dùng của chúng tôi."
Người ta đã phát hiện ra rằng pretext đã được sử dụng để mạo danh người dùng Xbox Live nhằm phá hoại. Microsoft đã triển khai bảo mật cao hơn để giảm tính nhạy cảm của dịch vụ đối với tấn công phi kỹ thuật.
Vào đầu tháng 11 năm 2009 Microsoft đã cấm khoảng 1 hàng triệu thiết bị có firmware sửa đổi khỏi Xbox Live.
Vào tháng 10 năm 2011, người dùng Xbox Live đã báo cáo đã có một vụ truy cập trái phép vào tài khoản Xbox Live của họ và Microsoft point đó được sử dụng để mua các vật phẩm trong trò chơi khác nhau cho FIFA 12. Microsoft đang đối phó với những sự cố như vậy bằng cách hạn chế quyền truy cập vào tài khoản trong 25 ngày trong khi nhóm điều tra gian lận làm việc. Cả EA và Microsoft đều phủ nhận rằng đã có vấn đề về việc bảo mật.
Vào ngày 25 tháng 12 năm 2014, cả PlayStation Network và Xbox Live đều bị gián đoạn về mạng sau một cuộc tấn công từ chối dịch vụ. Chức năng đã được khôi phục vào ngày 28 tháng 12 nhưng một số người dùng vẫn gặp lỗi trong những ngày sau đó.

## Phạm vi hoạt động
Xbox network có sẵn ở 43 vùng lãnh thổ.
Những người dùng từ các quốc gia còn lại không được hỗ trợ chính thức nhưng họ có thể truy cập Xbox network nếu họ để địa chỉ đặt tại quốc gia nơi Xbox network có sẵn chính thức. Quốc gia được đặt trong quá trình tạo tài khoản sẽ ảnh hưởng đến các tùy chọn thanh toán, nội dung và dịch vụ có sẵn cho người dùng đó. Trước đây, người dùng không thể thay đổi khu vực tài khoản của họ, nhưng vào tháng 10 năm 2012, Microsoft đã giới thiệu một công cụ di chuyển tài khoản như một dự án thử nghiệm, cho phép người dùng thay đổi khu vực của họ và duy trì hồ sơ Xbox network của họ. Người dùng không thể chuyển các gói đăng ký, chẳng hạn như gói đăng ký Xbox Music bằng phương pháp này.
Vào ngày 18 tháng 5 năm 2011, Microsoft thông báo rằng họ có kế hoạch ra mắt Xbox network ở Trung Đông trong vòng 12 tháng tới, nhưng nó đã không bao giờ xảy ra vào khoảng thời gian đó. Tuy nhiên, vào ngày 20 tháng 10 năm 2012, Microsoft đã chính thức thông báo dịch vụ sẽ ra mắt tại Các Tiểu vương quốc Ả Rập Thống nhất và Ả Rập Xê Út trong thời gian là ba ngày. Vào ngày 4 tháng 11, Microsoft thông báo rằng dịch vụ sẽ được ra mắt vào ngày 29 tháng 11 tại Argentina và Israel. Dịch vụ này cũng xuất hiện vào tháng sau đó ở Slovakia và Thổ Nhĩ Kỳ. Dịch vụ này đã được ra mắt tại Trung Quốc vào cuối năm 2014.

## Xbox Live dành cho thế hệ đầu tiên bị khai tử
Xbox Live cho máy Xbox đầu tiên đã bị Microsoft cho ngừng hoạt động vào ngày 15 tháng 4 năm 2010, khuyến khích game thủ nâng cấp lên Xbox 360. Tuy nhiên, thông qua các sơ hở và sai sót, người dùng vẫn có thể chơi sau thời gian và ngày Microsoft thông báo ngừng hoạt động. Những người dùng trước đó có thể tiếp tục tương tác trong mạng, tuy nhiên những người dùng mới không thể vào hệ thống. Đáng chú ý, đã có 14 người dùng chơi Halo 2 cho đến ngày 11 tháng 5 năm 2010. Mặc dù dịch vụ Xbox Live chính thức đã bị ngừng cung cấp cho Xbox gốc, nhưng các phần mềm tunel như Xlink Kai vẫn tồn tại, cho phép người dùng trên những máy Xbox thế hệ đầu tiên chơi các trò chơi liên kết hệ thống như Halo 2 với những người khác từ khắp nơi trên thế giới, giống như Xbox Live.

### "Noble 14"
Noble 14 là một nhóm người dùng tiếp tục chơi Halo 2 cho đến ngày 11 tháng 5 năm 2010, tức 26 ngày sau khi dịch vụ chính thức bị Microsoft ngừng hoạt động. Những người dùng này sẽ chơi các trận đấu tùy chỉnh cùng nhau với mục đích cố gắng ở lại càng lâu càng tốt. Một phát ngôn viên của Xbox đã đưa ra tuyên bố liên quan đến Noble 14, "Đây là một nhóm nhỏ gồm một số người tham gia vào cuộc chiến chống lại màn cược không thể thắng. Đó không phải là đội Noble từ Halo: Reach, mà số ít những người cuối cùng còn nhiệt huyết, những người đam mê vẫn đang chơi Halo 2. Chúng tôi cầu chúc cho họ những điều tốt đẹp nhất trong cuộc chiến chống lại thời gian." 12 người dùng cuối cùng trong số đó đã được GamesRadar.com tặng cho mã beta Halo: Reach, cũng như được Microsoft gia hạn thêm gói đăng ký Xbox Live của họ. Cuối cùng "Agent Windex" và "Apache N4SIR" là hai người dùng cuối cùng trên dịch vụ, tuy nhiên hai ngày sau khi người dùng thứ ba "Lord Odysseus11" bị ngắt kết nối mạng do rớt mạng, người dùng Agent Windex đã bị ngắt mạng vào ngày 10 tháng 5 đã nói rằng "Làm tốt lắm Apache, cậu là người cuối cùng." Ngày hôm sau, 11 tháng 5, Apache N4SIR cũng đã bị ngắt kết nối sau nhiều giờ kể từ khi Agent Windex rời đi. Anh ta nói rằng anh muốn chơi tổng cộng 15 giờ, 14 giờ để dành cho mỗi thành viên và một giờ cuối cùng cho cộng đồng của mình.

## Live Anywhere
Live Anywhere là một sáng kiến của Microsoft nhằm đưa mạng giải trí và trò chơi trực tuyến Live đến nhiều nền tảng và thiết bị, bao gồm Xbox, Xbox 360, Microsoft Windows (XP SP2/SP3, Vista và 7), Windows Phone, dựa trên Java điện thoại và Zune. Dịch vụ khái niệm dành cho thiết bị di động đã được trình diễn tại E3 và CES trên điện thoại di động Motorola Q.
Chris Early của Microsoft đã làm rõ rằng Live Anywhere là một dự án dài hạn dự kiến sẽ được triển khai trong vài năm.
Vào ngày 15 tháng 2 năm 2010, Microsoft đã công bố hệ điều hành di động mới của mình, Windows Phone. Với Windows Phone 7, Microsoft đã tích hợp đầy đủ chức năng của Xbox Live vào Windows Phone.
Vào tháng 3 năm 2019, Microsoft đã thông báo rằng họ sẽ cung cấp Xbox Live SDK cho các thiết bị di động iOS và Android, cho phép các nhà phát triển trên các nền tảng đó tích hợp hầu hết các dịch vụ của Xbox Live vào các ứng dụng và trò chơi của họ. Microsoft cũng tuyên bố rằng họ đang tìm cách đưa chức năng này lên Nintendo Switch, dự đoán đây là một tính năng sau khi ra mắt cho cổng Cuphead của Switch.

## Doanh thu
Bloomberg ước tính Xbox Live đã đem về tới 1 tỉ đô doanh thu tính đến năm 30 tháng 6 năm 2010.